# Сборная России по регби (до 18 лет)
Сборная России по регби U-18 (до 18 лет) — национальная команда, представляющая Россию на международных турнирах по регби, в составе которой могут выступать регбисты России в возрасте не старше 18 лет. Сборная представляет Россию на международных юношеских турнирах, в том числе на чемпионате Европы U-18. Находится под управлением Федерации регби России (ФРР).
В середине 2019 года систему подготовки юношеских и юниорских команд России возглавил Сергей Борисович Лыско, начав новый цикл подготовки резерва национальной сборной. Решение об этом было принято в ходе заседания Высшего Совета Федерации регби России.

## Тренерский штаб
- Сергей Лыско (ФРР) — главный тренер
- Иван Прищепенко (РК «Красный Яр», г. Красноярск) — старший тренер
- Александр Хрокин (Сб. Московской области) — тренер нападающих
- Пётр Ботнараш (РК ЦСКА, г. Москва) — тренер защитников
- Тимофеев Роман (сотрудник Академии регби «Центр» ФРР) — тренер по общей физической подготовке
- Деханов Павел — врач
- Машков Артём — массажист
- Тирон Илья (ФРР) — Администратор

## Сезон 2019/20

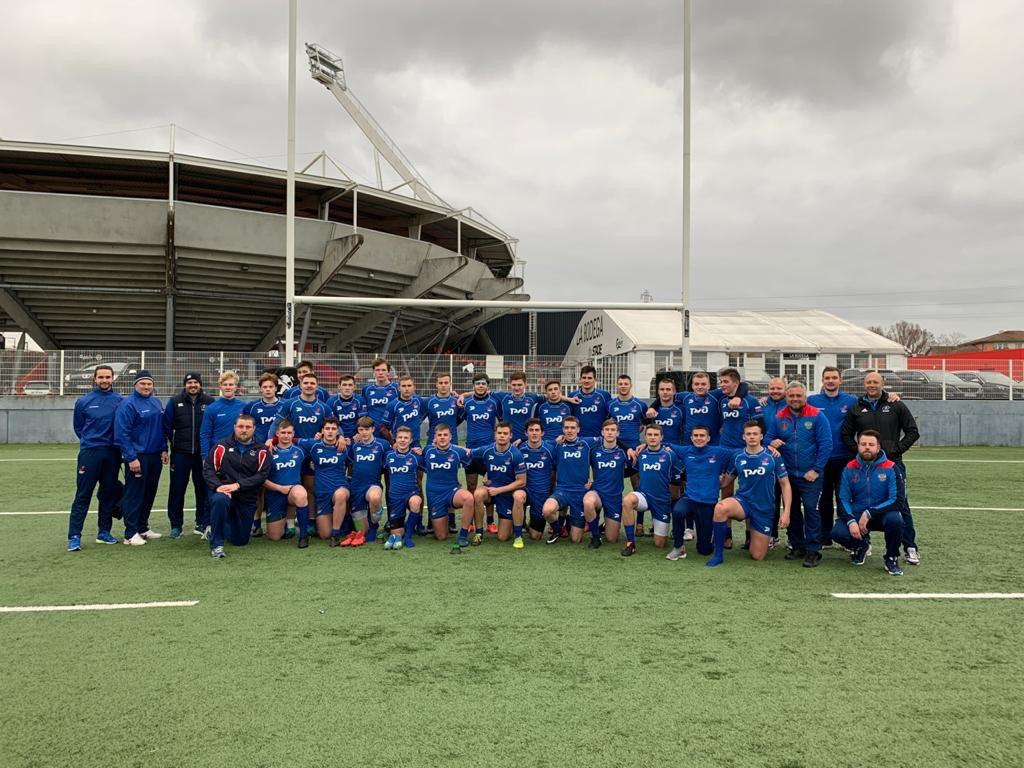
Сборная России по регби U-18

Во время подготовки к Первенству Европы среди юношей 2020 года (Rugby Europe U18 Men XV Championship) сборная России провела три сбора:
- г. Сочи на базе «Юг Спорт» с 16 по 30 ноября 2019 года
- г. Сочи на базе «Юг Спорт» с 24 января по 7 февраля 2020 года
- во Франции в г. Тулуза с 24 февраля по 8 марта 2020 года

На третьем сборе юношеская сборная сыграла два товарищеских матча со своими сверстниками из академий французских профессиональных клубов Тулузы и Кастра.
В связи с пандемией коронавируса (COVID-19) 12 марта 2020 года Rugby Europe объявила сначала о переносе Первенства Европы U18, а 8 апреля и о его полной отмене.

## Результаты России на Первенствах Европы U18
| Год  | Место         |
| ---- | ------------- |
| 2020 | Не проводился |
| 2019 | 4             |
| 2018 | 5             |

## Состав команды в сезоне 2019-20
| N   | Фамилия Имя Отчество            | Год рождения | Клуб                                   |
| 1.  | Балакарев Георгий Алексеевич    | 2002         | «РЦСП по ИВС» г. Краснодар             |
| 2.  | Бесков Иван Дмитриевич          | 2003         | СШОР №103, г. Москва                   |
| 3.  | Бондаренко Никита Сергеевич     | 2003         | «РЦСП по ИВС» г. Краснодар             |
| 4.  | Борзенков Артём Павлович        | 2002         | РК «Красный Яр»                        |
| 5.  | Борзенков Семен Павлович        | 2002         | РК «Красный Яр»                        |
| 6.  | Будников Ростислав Игоревич     | 2002         | РК «Енисей-СТМ»                        |
| 7.  | Бурлаков Данил Юрьевич          | 2002         | РК «Енисей-СТМ»                        |
| 8.  | Вознюк Александр Леонидович     | 2002         | Сборная Калининградской области        |
| 9.  | Волощук Павел Витальевич        | 2002         | РК «Енисей-СТМ»                        |
| 10. | Воронцов Никита Константинович  | 2002         | ДЮСШОР «Олимпийские Ракетки», г. Пермь |
| 11. | Гавричков Кирилл Андреевич      | 2003         | РК «Енисей-СТМ»                        |
| 12. | Даценко Илья Олегович           | 2002         | РК «Енисей-СТМ»                        |
| 13. | Дрождин Дмитрий Андреевич       | 2002         | Сборная Московской области             |
| 14. | Дронов Дмитрий Александрович    | 2003         | Сборная Пензенской области             |
| 15. | Журавлев Роман Артемович        | 2002         | СШОР №103, г. Москва                   |
| 16. | Иванов Андрей Юрьевич           | 2002         | РК «Динамо», г. Москва                 |
| 17. | Кабанов Алексанр Андреевич      | 2003         | ГБУ «ФСО» «Юность Москвы», г. Москва   |
| 18. | Коннов Алексей Андреевич        | 2003         | Сборная Московской области             |
| 19. | Корнеев Илья Олегович           | 2002         | Сборная Московской области             |
| 20. | Наставшев Антон Сергеевич       | 2002         | Сборная Липецкой области               |
| 21. | Онищенко Кирилл Сергеевич       | 2002         | Сборная Калининградской области        |
| 22. | Орлик Данил Алексеевич          | 2003         | РК «Енисей-СТМ»                        |
| 23. | Рябцев Даниил Михайлович        | 2002         | РК «Красный Яр»                        |
| 24. | Схиртладзе Гиорги Мерабиевич    | 2002         | Грузия, г. Тбилиси                     |
| 25. | Тихонов Александр Александрович | 2002         | РК «Красный Яр»                        |
| 26. | Тяглин Алексей Олегович         | 2002         | РК «Красный Яр»                        |
| 27. | Фомин Денис Сергеевич           | 2002         | РК «Енисей-СТМ»                        |
| 28. | Хильчук Максим Залимович        | 2002         | РК «ЦСКА», г. Москва                   |
| 29. | Шаповалов Илья Дмитриевич       | 2002         | РК «Енисей-СТМ»                        |